# Patataj

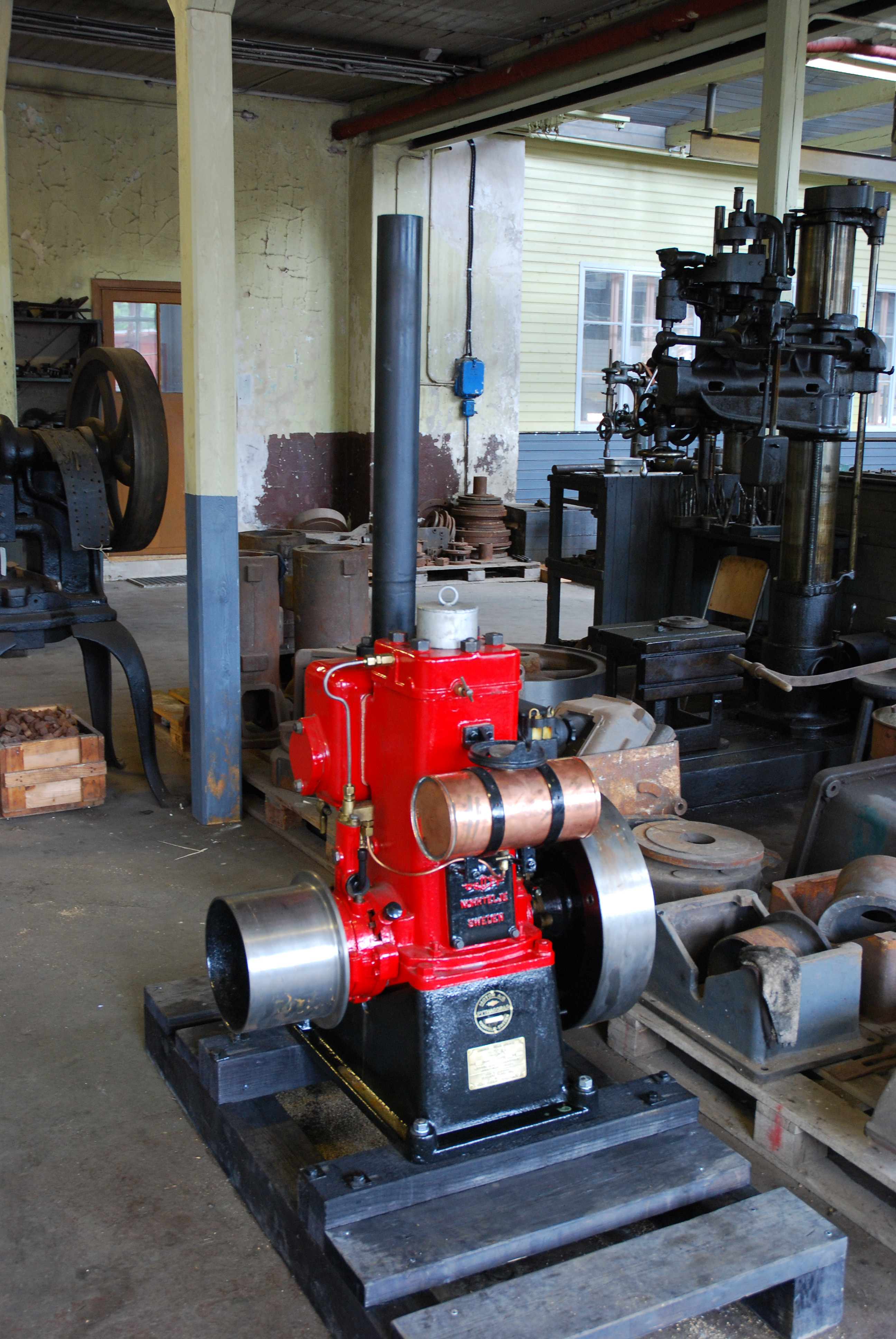

Patataj (papaj) – silnik spalinowy o prostej konstrukcji, stosowany do napędu maszyn w pierwszej połowie XX wieku. Nazwa pochodzi od charakterystycznego odgłosu pracy. Powstał przez unowocześnienie i uproszczenie lokomobili benzynowej.
Najczęściej jest to jednocylindrowy, silnik średnioprężny, zasilany naftą, rzadziej wysokoprężny, o ręcznym rozruchu, otwartym układzie chłodzenia bez termostatu, pompy wody i instalacji elektrycznej. Był najczęściej wzorowany na konstrukcji silnika firmy Lanz Bulldog. Za pomocą przekładni pasowej napędzał maszyny np. młocarnie, traki. Wyłączenie i zmiana napędzanej maszyny odbywa się przez zrzucenie pasa i ponowne założenie, przeważnie przy pracującym silniku. Nie spotyka się zastosowania do tego celu wolnego koła, bardzo popularnego w pędniach.
Odznaczają się dużą trwałością i niezawodnością. Często pracowały całymi dniami bez nadzoru, dostarczając dodatkowo gorącą wodę. Dozór sprowadzał się do uzupełniania paliwa i wody, a wskaźnikiem poprawnej pracy był odgłos.
Bardzo podobną budowę mają starsze, jednocylindrowe silniki wysokoprężne zabudowane na łodziach rybackich i niektórych jachtach żaglowych, ale przeważnie są lepiej wyposażone w osprzęt, a w miejsce koła pasowego posiadają rewers bezpośrednio napędzający wał śruby.